# Советский административный округ (Омск)
Сове́тский администрати́вный о́круг — внутригородская территория (административно-территориальная единица) города Омска. Расположен в северной части города. Отличается плотной многоэтажной застройкой. В округе концентрируется большое количество ВУЗов. Значительную часть территории округа занимают промышленные комплексы. Такие как Омский нефтеперерабатывающий завод, Омский завод синтетического каучука, и др.
Муниципальная система образования в округе состоит из различных образовательных учреждений: из 39 школ — 2 лицея, 4 гимназии, 5 школ с углубленным изучением предметов, 3 школы-интерната, 22 общеобразовательные школы, ЦО «Смена», сменная школа, основная образовательная школа. В округе два детских дома, пять учреждений дополнительного образования детей, 43 детских сада, из них 7 — работают по системе «начальная школа — детский сад».
Культурный потенциал округа — 27 учреждений культуры и искусства: 11 библиотек, два профессиональных театра, 4 школы искусств, 10 учреждений культурно-досугового типа. Городок Нефтяников в северной части Омска имеет единственную активную культурно-досуговую зону на пересечении улиц Мира и Химиков. При большой плотности населения остальная территория лишена таких зон. Ожидалось, что это изменится с введением в строй реконструированного кинотеатра «Первомайский».
Протяжённость уличной водопроводной сети — 257 километров, канализационной — 221, тепловых и паровых — 328. Общая протяжённость улиц, проездов, набережных составляет 375 километров; 93 % из них — с твёрдым покрытием. Зелёными насаждениями занято более двух тысяч гектаров земли. На Советский округ приходится около 20 % всех гаражных комплексов города.

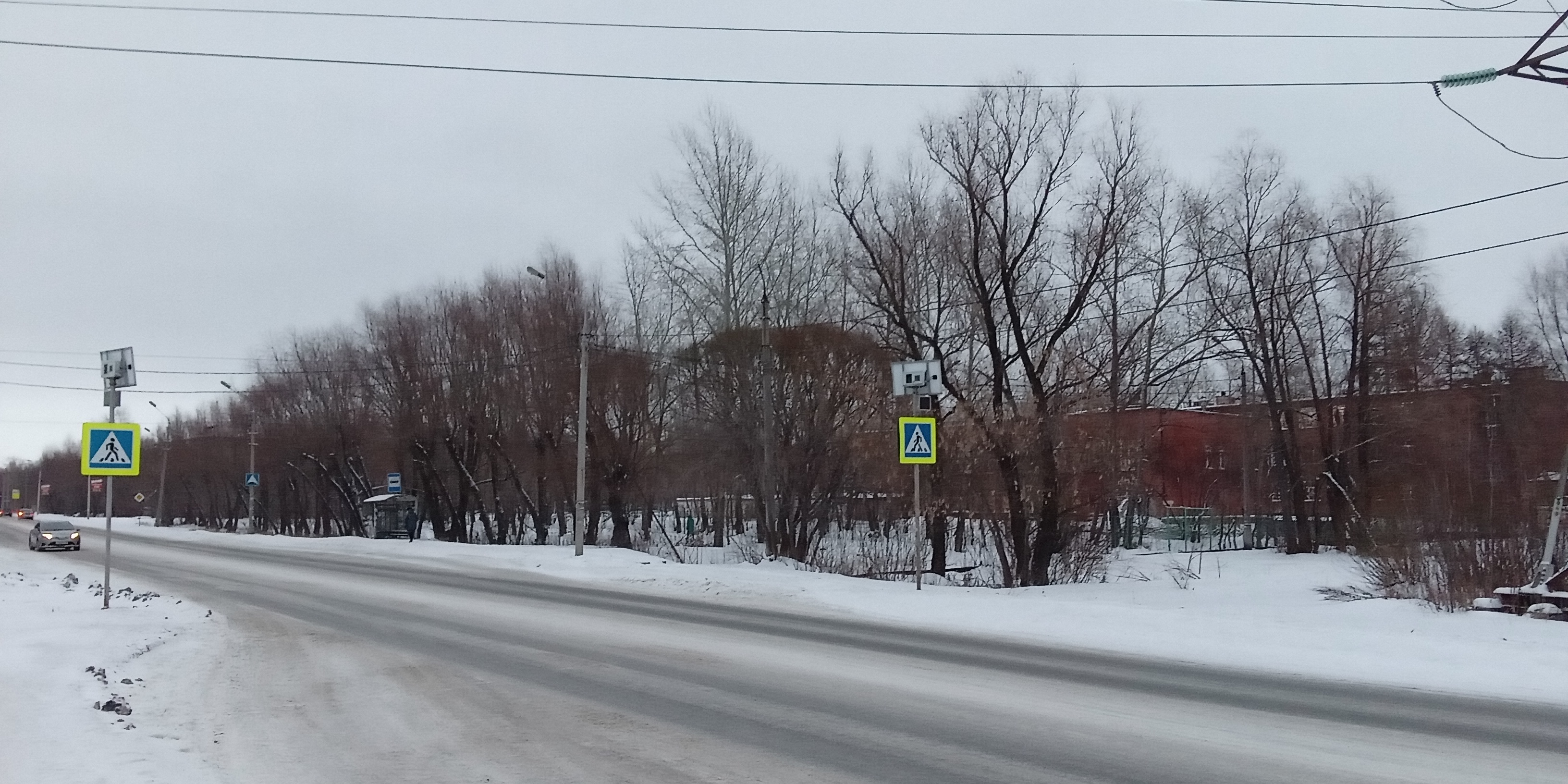
Улица Энтузиастов

Если прежде в этом округе, концентрирующем основные производства города, отмечалось наибольшее загрязнение воздуха, то к февралю 2016 года уровень загрязнённости воздуха стал низким.

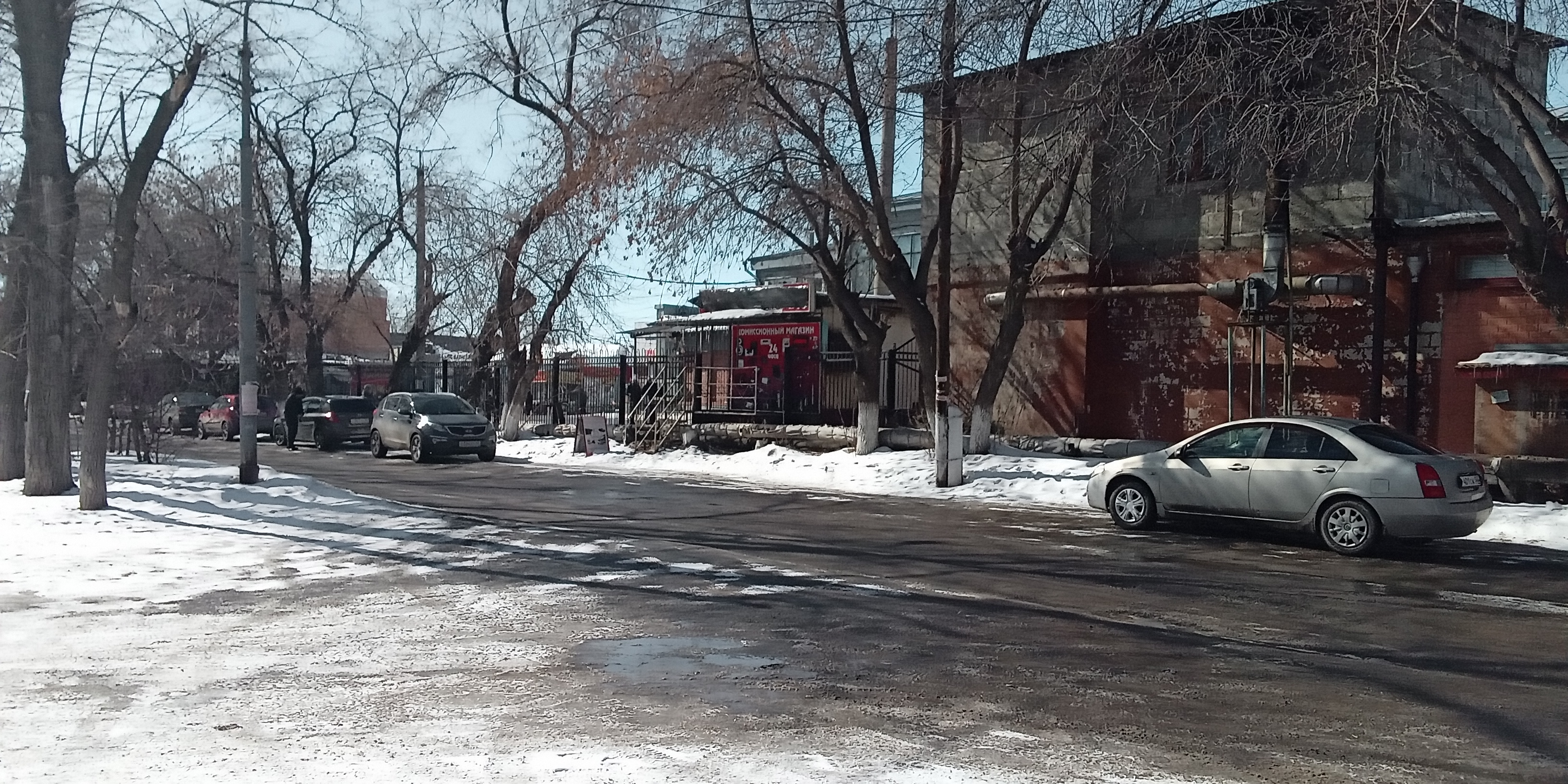
Одна из улиц Советского округа

## Население
| 2002    | 2009     | 2010     | 2013     | 2019     | 2021     |
| ------- | -------- | -------- | -------- | -------- | -------- |
| 260 494 | ↘255 816 | ↗260 516 | ↗263 600 | ↘261 600 | ↘245 578 |

## Районы округа
- Городок Нефтяников

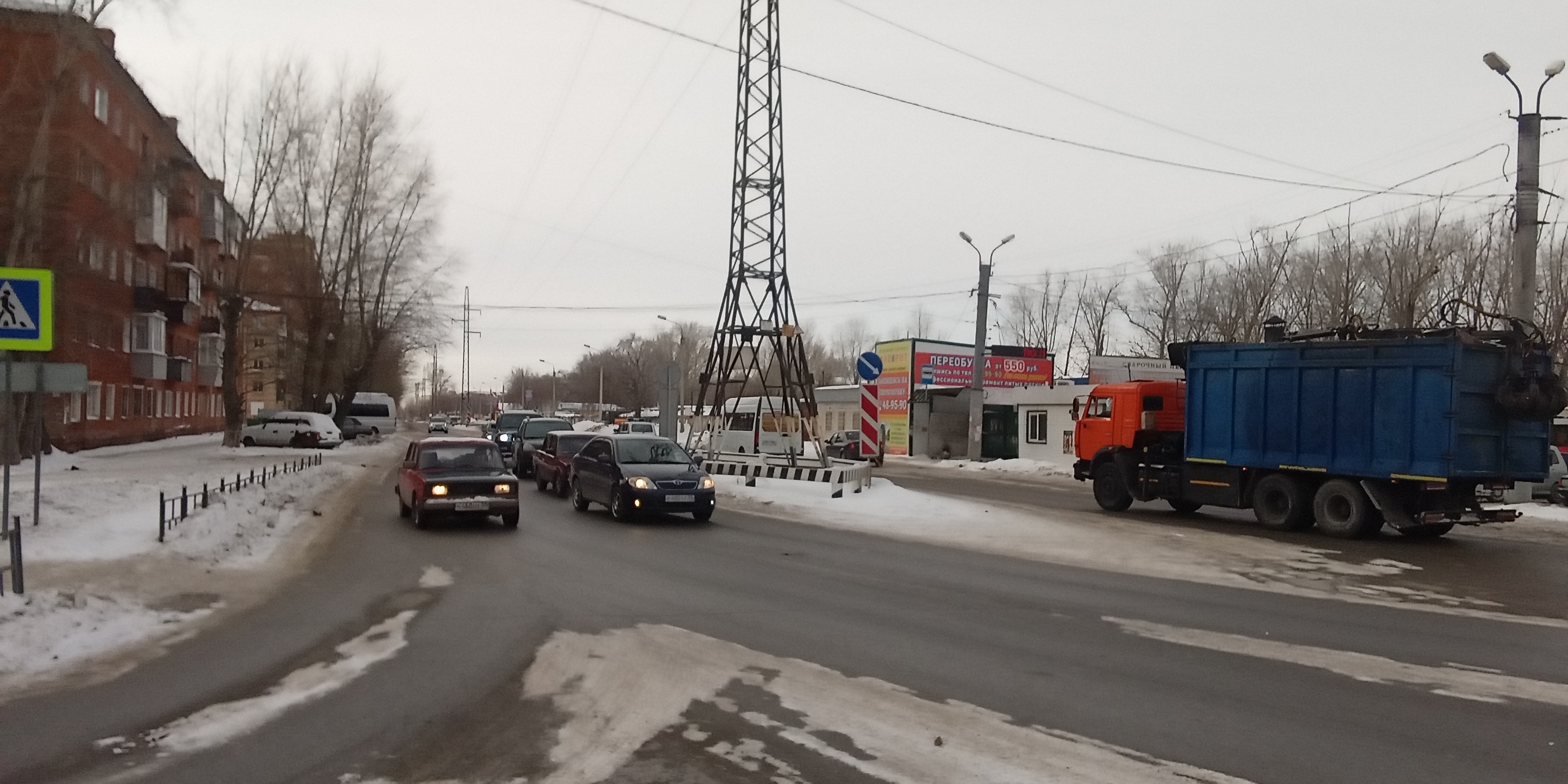
Городок Нефтяников, Советский округ

Один из самых крупных микрорайонов города. Построен в 1950-х годах для Омского нефтеперерабатывающего завода и стараниями первого директора А. М. Малунцева, на тот момент ставший одним из самых благоустроенных микрорайонов Омска. В настоящий момент таковым не является. В районе находится дворец искусств им. Малунцева, корпуса вузов (ОмГУ, ОмГТУ, ОмГАУ, ОмГМА, СибАДИ). Проспект Культуры продолжается главной осью парка культуры и отдыха «Советский», который спускается к Иртышу.
- Городок Водников
- Заозёрный
- СибНИИСХоз
- Береговой
- Большие поля
- Николаевка
- Новоалександровка
- Юбилейный (Лукьяновка)
- Захламино

## Главные улицы
- Проспект Мира — Центральная улица Советского округа. Улица начинается от автомобильной развязки у телецентра и идёт на запад (затем на северо-запад) до окраины города. Общая протяжённость улицы — 8 км[11]. На проспекте Мира сосредоточены корпуса многих омских вузов.
- Энтузиастов
- 50 лет Профсоюзов
- Проспект Королёва
- Химиков
- 22 Апреля
- Комбинатская
- Проспект Губкина
- Заозёрная
- Красный путь
- Нефтезаводская
- Проспект Менделеева
- Энергетиков
- Магистральная
- Мира